# 中通村 (佐賀県)
中通村（なかどおりむら）は、佐賀県杵島郡にあった村。現在の武雄市の一部にあたる。

## 地理
神六山の東南山麓の犬走川流域から、北麓の鳥海川流域の盆地とその山腹に位置していた。

## 歴史
- 1889年（明治22年）4月1日、町村制の施行により、杵島郡鳥海村、犬走村、三間坂村（一部）が合併して村制施行し、中通村が発足[1][2]。旧村名を継承した鳥海、犬走、三間坂の3大字を編成[2]。
- 1949年（昭和24年）5月23日 - 村内に昭和天皇の戦後巡幸。中通小学校校庭で奉迎が行われた[3]。
- 1954年（昭和29年）4月1日、杵島郡住吉村と合併し、山内村を新設して廃止された[1][2]。合併後、山内村大字鳥海・犬走・三間坂となる[2]。

## 産業
- 農業[2]
- 産物：米、蔬菜、茶[2]

## 交通

### 鉄道
- 1897年（明治30年）神六山山麓に九州鉄道武雄 - 早岐間（現佐世保線）開通[2]。1942年（昭和17年）永尾信号所が開設され、その後、永尾駅となる[2]。